# Enarové
Enarové byli skupinou skytských věštců, kteří byli nějakým způsobem androgynní či „zženštilí“. Někteří badatelé, jako filolog Karl Meuli, je přirovnávají k šamanům, ale takové spojení je diskutabilní. Hérodotos je nazývá starořeckým Εναρεες enarees, v singuláru ἐναρής enarés, v hippokratovském díle O dechu se užívá výrazu ἀναριεῖς anareis. Druhá z podob napovídá o původu v íránském *anarja „nemužný“.
Nejstarší zmínka o Enaroi pochází z Hérodotových Dějin z 5. století př. n. l., kde jsou zmiňováni v pasáži o skytských věštcích:
Enarové však, kteří jsou zároveň muži i ženami, říkají, že jim věštecké umění darovala Afrodíté; věští tedy z lipového lýka. Věštec rozdělí lýko na tři díly, splétaje ve svých prstech dohromady, a když je rozplétá, věští.

Jejich původ Hérodotos spojil se skupinou Skytů, kteří vyloupili chrám Afrodity Úranie během tažení na Přední východ:
Na ty ze Skythů, kteří vyplenili její chrám v Askalónu, a na všechny jejich potomky seslala bohyně ženskou nemoc. Skythové o nich vypravují, že proto onemocněli, a kdo přijde do Skythie, může vidět, jak vypadají ti, jimž Skythové říkají "mužství zbavení".